# 다우가프필스
다우가프필스(라트비아어: Daugavpils [ˈdaʊɡaʊpils] (도움말·정보) 다우가우필스)는 라트비아 최동단의 도시이다. 다우가바강에 위치해 있다.

## 역사적 지명
- 러시아어: 드빈스크(Двинcк)
- 독일어: 뒤나부르크(Dünaburg)
- 이디시어: 데넨부르그(דענענבורג)
- 폴란드어: 디네부르크·지비누프·지빈스크(Dyneburg·Dźwinów·Dźwińsk)
- 벨라루스어: 즈빈스크(Дзвінск)
- 리투아니아어: 다욱필리스(Daugpilis)

## 인구
인구는 11만 5265명(2000년)이다. 라트비아에서 2번째로 인구가 많은 도시이다.
- 러시아인: 53.96% (58,414)
- 라트비아인: 17.3% (18,725)
- 폴란드인: 14.9% (16,126)
- 벨라루스인: 8.22% (8,897)
- 우크라이나인: 2.23% (2,417)
- 리투아니아인: 0.96% (1,041)
- 유대인: 0.45% (492)
- 에스토니아인: 0.03% (30)
- 기타: 1.96% (2 118).

1991년부터 라트비아어는 라트비아의 학교와 행정부서에서 공식 언어로 지정되었다. 하지만 라트비아의 러시아인들과 마찬가지로, 다우가프필스에 거주했던 대부분의 러시아인들은 이것에 대해 긴장을 초래하게 되었다.

## 역사
1275년, 문헌에 처음으로 기록되었다. 1278년, 독일 기사단의 영토로 들어감에 따라 이 도시가 건설되었다(Jewish Encyclopedia). 1561년에서 1772년까지 폴란드-리투아니아 연방에 속했다. 당시 폴란드-리투아니아 연방령 리보니아의 수도였다.

## 기후
| 다우가프필스의 기후                                                          | 다우가프필스의 기후 | 다우가프필스의 기후 | 다우가프필스의 기후 | 다우가프필스의 기후 | 다우가프필스의 기후 | 다우가프필스의 기후 | 다우가프필스의 기후 | 다우가프필스의 기후 | 다우가프필스의 기후 | 다우가프필스의 기후 | 다우가프필스의 기후 | 다우가프필스의 기후 | 다우가프필스의 기후 |
| 월                                                                           | 1월                 | 2월                 | 3월                 | 4월                 | 5월                 | 6월                 | 7월                 | 8월                 | 9월                 | 10월                | 11월                | 12월                | 연간                |
| ---------------------------------------------------------------------------- | ------------------- | ------------------- | ------------------- | ------------------- | ------------------- | ------------------- | ------------------- | ------------------- | ------------------- | ------------------- | ------------------- | ------------------- | ------------------- |
| 역대 최고 기온 °C (°F)                                                       | 11.1 (52.0)         | 13.1 (55.6)         | 18.4 (65.1)         | 27.4 (81.3)         | 31.8 (89.2)         | 33.1 (91.6)         | 35.1 (95.2)         | 33.5 (92.3)         | 31.3 (88.3)         | 23.6 (74.5)         | 16.3 (61.3)         | 10.6 (51.1)         | 35.1 (95.2)         |
| 일평균 최고 기온 °C (°F)                                                     | −1.8 (28.8)         | −1.1 (30.0)         | 4.0 (39.2)          | 12.2 (54.0)         | 18.1 (64.6)         | 21.4 (70.5)         | 23.7 (74.7)         | 22.5 (72.5)         | 17.0 (62.6)         | 9.9 (49.8)          | 3.6 (38.5)          | −0.2 (31.6)         | 10.8 (51.4)         |
| 일일 평균 기온 °C (°F)                                                       | −4.1 (24.6)         | −4.1 (24.6)         | 0.0 (32.0)          | 6.7 (44.1)          | 12.2 (54.0)         | 15.8 (60.4)         | 18.1 (64.6)         | 16.8 (62.2)         | 11.9 (53.4)         | 6.3 (43.3)          | 1.5 (34.7)          | −2.2 (28.0)         | 6.6 (43.8)          |
| 일평균 최저 기온 °C (°F)                                                     | −7.0 (19.4)         | −7.7 (18.1)         | −4.3 (24.3)         | 1.1 (34.0)          | 5.7 (42.3)          | 9.7 (49.5)          | 12.1 (53.8)         | 11.0 (51.8)         | 7.0 (44.6)          | 2.7 (36.9)          | −0.8 (30.6)         | −4.5 (23.9)         | 2.1 (35.8)          |
| 역대 최저 기온 °C (°F)                                                       | −42.7 (−44.9)       | −43.2 (−45.8)       | −32.0 (−25.6)       | −18.6 (−1.5)        | −5.5 (22.1)         | −1.3 (29.7)         | 2.1 (35.8)          | −1.5 (29.3)         | −5.0 (23.0)         | −14.7 (5.5)         | −24.1 (−11.4)       | −38.7 (−37.7)       | −43.2 (−45.8)       |
| 평균 강수량 mm (인치)                                                        | 40.3 (1.59)         | 38.7 (1.52)         | 35.5 (1.40)         | 34.6 (1.36)         | 61.6 (2.43)         | 74.2 (2.92)         | 72.9 (2.87)         | 71.7 (2.82)         | 56.1 (2.21)         | 58.6 (2.31)         | 48.4 (1.91)         | 42.8 (1.69)         | 635.4 (25.03)       |
| 평균 강수일수 (≥ 1.0 mm)                                                     | 11                  | 10                  | 9                   | 7                   | 9                   | 11                  | 10                  | 10                  | 9                   | 10                  | 10                  | 11                  | 117                 |
| 평균 상대 습도 (%)                                                           | 87.1                | 84.8                | 76.6                | 68.2                | 68.6                | 72.3                | 74.6                | 77.0                | 82.0                | 85.4                | 88.7                | 88.7                | 79.5                |
| 평균 월간 일조시간                                                           | 35.1                | 62.2                | 133.4               | 195.1               | 270.2               | 271.9               | 277.2               | 244.5               | 156.4               | 87.9                | 30.5                | 24.9                | 1,789.3             |
| 출처 1: 라트비아 환경지질기상센터 (평년값: 1991년~2020년, 극값: 1891년~현재) |                     |                     |                     |                     |                     |                     |                     |                     |                     |                     |                     |                     |                     |
| 출처 2: 미국 해양대기청 (강수일수/상대습도), Infoclimat                      |                     |                     |                     |                     |                     |                     |                     |                     |                     |                     |                     |                     |                     |

## 유대인의 데넨부르크
러시아 제국시절에는 유대교 거주 지역 디넨부르크 읍으로 속했었다. 2개의 철도가 교차하는 지점에 위치해 있었다. 1897년 조사에서 인구는 7만2231명으로 3만2369명이 유대인이었다.

### 참고 문헌
- Moskovskiya Vyedomosti, 1886, No. 234;
- Voskhod, 1900, No. 53; 1901, Nos. 18 and 28; 1902, No. 40

## 유명한 사람들
- 드빈스크의 메이어 심하　Meir Simcha of Dvinsk
- 울랴나 세묘노바　Uljana Semjonova - 농구 선수
- 그제고시 피텔베르크　Grzegorz Fitelberg - 바이올리니스트・작곡가・지휘자
- 솔로몬 미호엘스　Solomon Mikhoels - 이디시 배우
- 블라디슬라프 라기니스　Władysław Raginis - 폴란드 군 지휘자
- 마크 로스코　Mark Rothko - 20세기를 대표 화가
- 요세프 로젠Yosef Rozen, der Rogatshover Goen
- 모제스 아리에 뢰프 프리들란트　Moses Arye Löb Friedland
- 비타스 - 러시아의 가수